# Tivadar Szentpetery
Tivadar Szentpetery er en tidligere ungarsk foboldtræner

## karriere
Tivadar Szentpetery, der gik under navnet Sankt Peter, har bl.a. været træner i Aalborg Chang, Vejle Boldklub, Brann Bergen og Helsingborgs IF.
Som træner i Vejle Boldklub førte Tivadar Szentpetery klubben frem til bronzemedaljer i 1960.